# DJ Ashba
Daren Jay Ashba (* 10. listopadu 1972 v Monticellu ve státě Indiana) je americký kytarista, skladatel a producent. V současnosti působí ve skupině Sixx:A.M. . Spolupracoval také s několika dalšími interprety z oblasti rockové hudby, jako jsou např. BulletBoys, Beautiful Creatures, Mötley Crüe nebo Guns n' Roses

## Biografie

### Mládí
Daren Jay Ashba se narodil ve městě Monticello ve státě Indiana 10. 11. 1972. Jeho rodina krátce na to přesídlila do Fairbury ve státě Illinois, kde byl Ashba vychováván svou matkou, poté co jeho otec rodinu opustil. Již v dětství se naučil hrát na různé hudební nástroje, např. na kytaru a bicí. V 16 letech se odstěhoval do Logansportu ke svému otci, který ho vzal na jeho první koncert Mötley Crüe. Ti byli zrovna na turné k albu Girls, Girls, Girls. V 19 pak DJ sbalil všechny věci do svého mini-vanu a odjel do Hollywoodu.

### BulletBoys (1991-2002)
Ashba se připojil nejdříve ke skupině a dva roky s ní cestoval. V roce 1996 vydal svoje debutové album instrumentálních nahrávek s názvem Addiction to the Friction /Závislost na tření/. O dva roky později se stal společně s bývalým bubeníkem Guns N' Roses Stevenem Adlerem členem nové sestavy skupiny Bullet Boys. Během působení v Bullet Boys se poprvé setkal s José Lestém, působícím tehdy ve skupině Bang Tango. Když v roce 1999 z Bullet Boys odešel, založili spolu Ashba a Lesté novou skupinu.

### Beautiful Creatures (1999-2002)
V roce 1999 Daren Jay Ashba spolu s bývalým frontmanem skupiny Bang Tango José Lestém dali dohromady skupiny, kterou posléze pojmenovali Beautiful Creatures. Dalšími členy byl baskytarista Kenny Kweens, bývalý člen skupin Shake The Faith a Wicked Jester, a bubeník Anthony Focx. Ten se nakonec stal druhým kytaristou skupiny, poté co s k ní připojit další bubeník Glen Sobel. Skupina v této sestavě vystoupila v Houstunu jako předkapela Kiss na jejich turné po znovuobnovení původní sestavy. Skupina poté podepsala smlouvu s Warner Bros. na vydání svého debutového alba Beautiful Creatures, které produkoval producent Marilyna Mansona Sean Beaven. Album vyšlo 14. srpna 2001. Titulní skladba alba “1 A. M.” se objevila tentýž rok na soundtracku k hororu Valentine a k televiznímu seriálu Smallville. Skladba “Ride” byla uvedena na soundtracku k filmu Rollerball. Navzdory jejich vystoupení na prestižním Ozzfestu se album neprodávalo příliš dobře a pověst skupiny tím dost utrpěla. V únoru 2002 Daren Jay Ashba opustit řady Beautiful Creatures. Skupina se však rozhodla najít si náhradu a pokračovat v aktivní činnosti dál.

### Sólová kariéra (2002-2007)
DJ Ashba poté zformoval vlastní hudební uskupení, pod názvem ASHBA. Jeho dalšími členy byli baskytarista John Younger a bubeník Bones Elias. Ashba byl také přizván k účasti na projektu skupiny Brides of Destruction s Nikki Sixxem a Tracii Gunsem, ale odmítl neboť se chtěl plně soustředit na svojí sólovou kapelu. Mezi fanoušky se v r. 2005 rozšířili fámy, že se DJ Ashba připojí na turné ke skupině Motley Crue, a dokonce že s ní měl i nahrávat její kompilaci Red, White & Crue (skupina měla v té době problémy s kytaristy Mickem Marsem i bubeníkem Tommym Leem a proslíchalo se, že Lee se nahrávání vůbec nezúčastnil). To ovšem sám Lee ihned dementoval. Dokument hudební televize VH1 natočený po znovusjednocení skupiny ukázal, že na Red, White & Crue hrál skutečně Tommy Lee.
V roce 2006 založil Ashba s Nikki Sixxem Funny Farms Studios. Jejich spolupráce se postupně utužila, oba muzikanti začali skládat společně a vystupovat spolu se zpěvačkou Marion Ravenovou, se kterou již Sixx spolupracoval dříve. Na jejich albech je uveden také jejich pozdější kolega ze Sixx:A.M. James Michael.

### Sixx:A.M. (od roku 2007)
Ashba ve spolupráci se Sixxem a Michaelem vydal v srpnu 2007 pod názvem Sixx:A.M. album The Heroin Diaries Soundtrack, které kritika nadšeně přijala, ačkoliv sloužilo pouze jako hudební doprovod k Sixxově autobiografii The Heroin Diaries: A Year in the Life of a Shattered Rock Star. Úspěch z této desky zaznamenal zejména singl Life is Beautiful. Skupina původně oznámila že nemá v úmyslu vycestovat na turné. Pro velký zájem mezi fanoušky se nakonec rozhodli členové skupiny toto prohlášení porušit a po několika odkladech v létě 2008 na turné vyjeli. Jako bubeník pro turné byl vybrán člen Papa Roach Tony Palermo. V dubnu 2009 jak Sixx tak Michael potvrdili, že skupina ve studiu nahrává nový hudební materiál.

### Guns N' Roses (2009–2015)
V Březnu 2009 byl Daren Jay Ashba představen jako nový kytarista slavné hard-rockové skupiny Guns N' Roses, ve které nahradil Robina Fincka. Ten se vrátil zpátky ke své původní kapele Nine Inch Nails. V současné době je spolu s Guns N’ Roses na turné k novému albu Chinese Democracy. Ne všichni fanoušci této skupiny však vnímají jeho příchod pozitivně, některým se nelíbí jeho osobitý styl, další zase tvrdí že se až příliš snaží podobat Slashovi, legendárnímu bývalému kytaristovi skupiny. Skupinu opustil v červenci 2015.

### Další projekty
V roce 2003 DJ Ashba založil uměleckou agenturu Ashba Media Inc. Tato společnost pracuje například pro Virgin Entertaiment, Ovation Guitar Company nebo Royal Underground. Ashba spolupracoval se skupinou Motley Crue na nejnovějším albu skupiny Mötley Crüe Saints of Los Angeles. Stejnojmenná titulní skladba, jejíž je Ashba spoluautorem, byla nominována na cenu Grammy.

## Discografie

### Sólové projekty
- Addiction to the Friction (1996)

### Beautiful Creatures
- Beautiful Creatures (2001)
- Deuce (2005) Pozn,: Na tomto albu se objevuje pouze ve třech bonusových skladbách, které byly původně nahrány jako demo a na Deuce dodatečně přidány.

### Sixx:A.M.
- The Heroin Diaries Soundtrack (2007)
- This is Gonna Hurt (2011)